# 납작머리윗수염박쥐
납작머리윗수염박쥐(Myotis planiceps)는 애기박쥐과 윗수염박쥐속에 속하는 박쥐이다. 멕시코의 토착종으로 멕시코 북동부 지역 시에라 마드레 오리엔탈 산맥 산악 숲에서 발견된다. 한때는 멸종된 것으로 간주되었지만 현재는 재발견되어 "멸종위기종"으로 분류하고 있다.

## 특징
납작머리윗수염박쥐는 윗수염박쥐속에 속하는 작은 종으로 몸 길이는 51~76mm이다. 몸무게는 약 7g이다. 귀는 길이가 약 10mm이고 털이 덮여 있지 않고, 얼굴에는 장식이 없다. 대퇴부 사이의 비막이 꼬리를 포함하고 있다. 털 길이는 10mm로 피부 쪽은 검고 털 끝은 갈색을 띤다.

## 분포 및 서식지
멕시코의 토착종으로 북동부 지역 시에라 마드레 오리엔탈 산맥 코아우일라주와 누에보레온주, 사카테카스주의 작은 지역에 제한적으로 분포한다. 해발 2100~3200m 고도에서 발견되고, 전체 분포 지역은 2000km2이하로 추정된다. 유카와 잣나무가 자라는 산지림에 제한적으로 분포한다.